# Sistem (plezanje)
Kompleti ali sistemi so varovalna sredstva, sestavljena iz dveh vponk, povezanih s sklenjeno simetrično ali asimetrično zanko iz traku. Asimetrične zanke se uporabljajo predvsem za tekmovalno plezanje, uporabljajo pa jih tudi športni plezalci pri plezanju po naravnih stenah za nekatere vrste varovanja pri prostem plezanju. Tesno in ohlapno uho omogočata ne eni strani trdo vpeto vponko, kar preprečuje, da bi se obračala, na drugi strani pa prosto gibanje vponke, nastavljanje lege vponke in možnost vpenjanja več vponk skupaj. Sistemi se uporabljajo pri športnem plezanju predvsem za plezanje v vodstvu.
V alpinizmu se poleg običajnih sistemov uporabljajo tudi taki z daljšim vmesnim trakom. Ti omogočajo večje prilagajanje poteku smeri in posledično zmanjšujejo trenje vrvi pri plezanju.